# Isolamento social
Isolamento social é um comportamento no qual o indivíduo deixa de participar - voluntariamente ou não - de atividades sociais em grupo como trabalho e entretenimento. É um fenômeno geralmente observado na população idosa, sem-teto ou grupos com pouca mobilidade, entretanto não é limitado a estes podendo ser observado em outras faixas etárias, grupos sociais e em grandes cidades, onde o contato social teoricamente é maior. Fatores como doenças físicas, eremitismo, ideologias de preservação e doenças psicológicas podem influenciar o surgimento do isolamento social. Wilson define o isolamento social como "a falta de contato interação sustentada com indivíduos ou instituições que representam a sociedade predominante".

## Causas
As causas mais comuns para o isolamento social involuntário são o Transtorno de Ansiedade Social em que a pessoa é incapaz de lidar com os sintomas de ansiedade que são provocados por contato com outras pessoas. Outra causa é o Stress pós-traumático, onde um trauma psicológico pode levar o indivíduo ao completo isolamento.
Outras causas para o isolamento social podem ser observados na população idosa, sem-teto, enfermos ou com deficiencia, entretanto não é limitado a estes podendo ser observado em eremitismo, usualmente por penitência, religiosidade, misantropia ou simples amor à natureza, vivem em lugares isolados. Na história da Igreja Católica há um capítulo importante sobre os eremitas e o desenvolvimento da vida monástica, com destaque para Santo Antão do Deserto. Pode também haver o isolamento social voluntário ou compulsório na prevenção de doenças graves transmissíveis pela proximidade física entre as pessoas.

## Efeitos
O isolamento social é geralmente uma condição devastadora da psique humana, já que um dos princípios que regem a sociedade é que o ser humano é um ser social.
Se não obtiver os cuidados necessários, em alguns casos, o isolamento social pode provocar morte por desnutrição, pois o indivíduo não consegue sair para comprar comida nem exercer um emprego.
Ao não encontrar um abrigo onde possa se isolar, o risco de suicídio é alto se comparado com outras enfermidades psíquicas como depressão e esquizofrenia.

## Tratamento
O tratamento consiste em encorajar aos poucos pequenos contatos sociais, acompanhado de uma assistente social. Se não houver evolução no tratamento, uma pessoa isolada socialmente pode requerer aposentadoria por invalidez (se já trabalhou) ou quando dependente dos pais, pensão quando do falecimento dos mesmos. A compra de comida, remédios e produtos de higiene pode ser feita por parentes, nomeando um responsável. Não é recomendável forçar um isolado social ao contato social, podendo provocar surtos e suicídio.

### Complicações
É importante frisar que mesmo recebendo dinheiro, um isolado social pode vir a morte por ser incapaz de comprar comida e remédio.
Outro fator complicador é que o isolamento social, após longo período, pode regredir as capacidades cognitivas de interação social, causando o relapsos e delírios, e em casos mais graves, perder completamente a comunicação verbal.